# 2012–13 Super Liga de Voleibol Iraniano

A Superliga Iraniana de Voleibol 2012–13 foi a 26ª temporada da Superliga Iraniana de Voleibol, a maior liga profissional de voleibol do Irã.

## Temporada regular

### Classificação
| Classificação | Equipe                         | Pts | Partidas | Partidas | Partidas | Detalhes | Detalhes | Detalhes | Detalhes | Detalhes | Detalhes | Jogos | Jogos | Jogos |
| Classificação | Equipe                         | Pts | Pld      | W        | eu       | 3–0      | 3-1      | 3-2      | 2-3      | 1-3      | 0–3      | W     | eu    | Razão |
| ------------- | ------------------------------ | --- | -------- | -------- | -------- | -------- | -------- | -------- | -------- | -------- | -------- | ----- | ----- | ----- |
| 1             | Paykan Teerã                   | 49  | 22       | 17       | 5        | 9        | 5        | 3        | 3        | 1        | 1        | 58    | 26    | 2.230 |
| 2             | Matin Varamin                  | 47  | 22       | 16       | 6        | 5        | 9        | 2        | 1        | 2        | 3        | 52    | 31    | 1.677 |
| 3             | Saipa Alborz                   | 42  | 22       | 15       | 7        | 4        | 5        | 6        | 3        | 3        | 1        | 54    | 38    | 1.421 |
| 4             | Kalleh Mazandaran              | 41  | 22       | 15       | 7        | 5        | 6        | 4        | 0        | 3        | 4        | 48    | 35    | 1,371 |
| 5             | Shahrdari Urmia                | 41  | 22       | 14       | 8        | 4        | 6        | 4        | 3        | 3        | 2        | 51    | 38    | 1.342 |
| 6             | Pishgaman Kavir Yazd           | 36  | 22       | 11       | 11       | 4        | 5        | 2        | 5        | 6        | 0        | 49    | 42    | 1,166 |
| 7             | Mizan Khorasan                 | 34  | 22       | 10       | 12       | 1        | 7        | 2        | 6        | 4        | 2        | 46    | 47    | 0,978 |
| 8             | Barij Essence Kashan           | 30  | 22       | 11       | 11       | 2        | 4        | 5        | 2        | 4        | 5        | 41    | 47    | 0,872 |
| 9             | Al-Mahdi Hormozgan de alumínio | 28  | 22       | 11       | 11       | 2        | 3        | 6        | 1        | 7        | 3        | 42    | 48    | 0,875 |
| 10            | Shahrdari Tabriz               | 22  | 22       | 6        | 16       | 2        | 3        | 1        | 5        | 8        | 3        | 36    | 53    | 0,679 |
| 11            | Novin Keshavarz Teerã          | 16  | 22       | 5        | 17       | 0        | 2        | 3        | 4        | 7        | 6        | 30    | 59    | 0,508 |
| 12            | Javaheri Gonbad                | 8   | 22       | 1        | 21       | 0        | 0        | 1        | 6        | 7        | 8        | 22    | 65    | 0,338 |

- Paykan perdeu 2 pontos por não ter uma equipe júnior.

## Resultados
| ALU              | BRJ  | JAV  | KAL  | ESTEIRA | MIZ  | NOV  | PAGAMENTO | PSH  | SAI  | ABA  | URM  |      |
| ---------------- | ---- | ---- | ---- | ------- | ---- | ---- | --------- | ---- | ---- | ---- | ---- | ---- |
| Alumínio         |      | 3 -1 | 3 -2 | 3 –0    | 0- 3 | 3 -1 | 1- 3      | 0- 3 | 3 -2 | 3 -1 | 3 –0 | 1- 3 |
| Essência Barij   | 3 -1 |      | 3 –0 | 0- 3    | 2- 3 | 3 -1 | 3 -2      | 0- 3 | 3 -2 | 2- 3 | 3 -1 | 3 –0 |
| Javaheri Gonbad  | 2- 3 | 2- 3 |      | 2- 3    | 0- 3 | 3 -2 | 1- 3      | 1- 3 | 0- 3 | 2- 3 | 1- 3 | 0- 3 |
| Kalleh           | 3 -2 | 3 -1 | 3 -1 |         | 3 –0 | 0- 3 | 3 –0      | 3 -2 | 3 -1 | 3 -1 | 3 -1 | 3 –0 |
| Matin            | 3 -1 | 3 –0 | 3 -1 | 3 -1    |      | 3 -2 | 3 -1      | 3 –0 | 1- 3 | 0- 3 | 3 -1 | 2- 3 |
| Mizan            | 2- 3 | 3 -1 | 3 -1 | 3 -1    | 1- 3 |      | 3 -1      | 0- 3 | 3 -2 | 2- 3 | 2- 3 | 3 -1 |
| Novin Keshavarz  | 2- 3 | 1- 3 | 3 -2 | 0- 3    | 0- 3 | 1- 3 |           | 0- 3 | 0- 3 | 2- 3 | 1- 3 | 2- 3 |
| Paykan           | 3 –0 | 3 –0 | 3 –0 | 3 -1    | 1- 3 | 2- 3 | 3 -1      |      | 3 -1 | 3 -2 | 3 -2 | 3 -1 |
| Pishgaman        | 3 -1 | 2- 3 | 3 –0 | 3 –0    | 1- 3 | 1- 3 | 2- 3      | 3 -2 |      | 1- 3 | 3 -1 | 3 -2 |
| Saipa            | 3 -1 | 2- 3 | 3 –0 | 2- 3    | 3 –0 | 3 -1 | 3 -1      | 0- 3 | 3 -1 |      | 3 -2 | 3 -2 |
| Shahrdari Tabriz | 2- 3 | 3 –0 | 3 -1 | 1- 3    | 1- 3 | 3 –0 | 2- 3      | 0- 3 | 1- 3 | 0- 3 |      | 2- 3 |
| Shahrdari Urmia  | 3 -1 | 3 -1 | 3 –0 | 3 –0    | 3 -1 | 3 -2 | 3 –0      | 2- 3 | 1- 3 | 3 -1 | 3 -1 |      |

## Jogos decisivos
|  | Semifinais | Semifinais | Semifinais | Semifinais | Semifinais |   |       | Final    | Final    | Final    | Final    | Final    |
|  |            |            |            |            |            |   |       |          |          |          |          |          |
|  | 1          | Paykan     | 2          | 3          | 1          |   |       |          |          |          |          |          |
|  | 4          | Kalleh     | 3          | 2          | 3          |   |       |          |          |          |          |          |
|  | 4          | Kalleh     | 3          | 2          | 3          |   | 4     | Kalleh   | 1        | 3        | 4        |          |
|  |            |            |            |            |            |   | 4     | Kalleh   | 1        | 3        | 4        |          |
|  |            | 2          | Matin      | 3          | 0          | 3 |       |          |          |          |          |          |
|  | 2          | 2          | Matin      | 3          | 0          | 3 | Matin | 3        | 2        | 3        |          |          |
|  | 2          |            |            |            |            |   | Matin | 3        | 2        | 3        |          |          |
|  | 3          | Saipa      | 0          | 3          | 0          |   |       | 3° Lugar | 3° Lugar | 3° Lugar | 3° Lugar | 3° Lugar |
|  |            |            |            |            |            |   | 1     | Paykan   | 3        | 3        | 6        |          |
|  |            |            |            |            |            |   |       | 3        | Saipa    | 0        | 2        | 2        |

### Semifinais

#### Paykan vs. Kalleh
| Encontro        |                   | Ponto |                   | Conjunto 1 | Conjunto 2 | Conjunto 3 | Conjunto 4 | Set 5 | Total   |
| --------------- | ----------------- | ----- | ----------------- | ---------- | ---------- | ---------- | ---------- | ----- | ------- |
| 20 de fevereiro | Paykan Teerã      | 2-3   | Kalleh Mazandaran | 28-30      | 25–19      | 21-25      | 25-16      | 12-15 | 111–105 |
| 27 de fevereiro | Kalleh Mazandaran | 2-3   | Paykan Teerã      | 24-26      | 25–20      | 25–20      | 23-25      | 13-15 | 110–106 |
| 06 de março     | Paykan Teerã      | 1-3   | Kalleh Mazandaran | 20-25      | 26-28      | 25–22      | 23-25      |       | 94-100  |

#### Matin vs. Saipa
| Encontro        |               | Ponto |               | Conjunto 1 | Conjunto 2 | Conjunto 3 | Conjunto 4 | Set 5 | Total   |
| --------------- | ------------- | ----- | ------------- | ---------- | ---------- | ---------- | ---------- | ----- | ------- |
| 20 de fevereiro | Matin Varamin | 3–0   | Saipa Alborz  | 25-23      | 25-16      | 25–21      |            |       | 75-60   |
| 27 de fevereiro | Saipa Alborz  | 3-2   | Matin Varamin | 25–22      | 17-25      | 21-25      | 25–18      | 17-15 | 105-105 |
| 06 de março     | Matin Varamin | 3–0   | Saipa Alborz  | 25–0       | 25–0       | 25–0       |            |       | 75–0    |

- Saipa perdeu o jogo contra Matin depois que saiu no placar de 23–25, 14–25, 25–23, 25–17, 14–11.[1]

### 3º lugar
- Local: Estádio Azadi Indoor, Teerã

| Encontro    |              | Ponto |              | Conjunto 1 | Conjunto 2 | Conjunto 3 | Conjunto 4 | Set 5 | Total   |
| ----------- | ------------ | ----- | ------------ | ---------- | ---------- | ---------- | ---------- | ----- | ------- |
| 13 de março | Paykan Teerã | 3–0   | Saipa Alborz | 25–20      | 25–20      | 25-23      |            |       | 75-63   |
| 15 de março | Saipa Alborz | 2-3   | Paykan Teerã | 24-26      | 25–21      | 25-23      | 21-25      | 13-15 | 108-110 |

### Final
- Local: Estádio Azadi Indoor, Teerã

### Kalleh vs. Matin
| Data   | Equipe #1         | Placar | Equipe #2         | 1º Set | 2º Set | 3º Set | 4º Set | 5º Set | Total  | Cidade | Público |
| ------ | ----------------- | ------ | ----------------- | ------ | ------ | ------ | ------ | ------ | ------ | ------ | ------- |
| 13 Mar | Matin Varamin     | 3–1    | Kalleh Mazandaran | 21–25  | 25–21  | 31–29  | 25–23  |        | 102–98 |        |         |
| 15 Mar | Kalleh Mazandaran | 3–0    | Matin Varamin     | 27–25  | 32–30  | 25–23  |        |        | 84–78  |        |         |

## Classificação final
| Classificação | Equipe                         | Qualificação ou rebaixamento         |
| ------------- | ------------------------------ | ------------------------------------ |
| 1             | Kalleh Mazandaran              | Campeonato Asiático de Clubes 2013   |
| 2             | Matin Varamin                  |                                      |
| 3             | Paykan Teerã                   |                                      |
| 4             | Saipa Alborz                   |                                      |
| 5             | Shahrdari Urmia                |                                      |
| 6             | Pishgaman Kavir Yazd           |                                      |
| 7             | Mizan Khorasan                 |                                      |
| 8             | Barij Essence Kashan           |                                      |
| 9             | Al-Mahdi Hormozgan de alumínio |                                      |
| 10            | Shahrdari Tabriz               |                                      |
| 11            | Novin Keshavarz Teerã          | Rebaixamento para a primeira divisão |